# Dań
Dań (ros. Дань) – rosyjski bezzałogowy statek powietrzny pełniący rolę ćwiczebnego celu powietrznego.

## Historia
Konstrukcja została opracowana w OKB Sokoł w Kazaniu, jej oblotu dokonano w 1993 r. Został zaprojektowany w celu symulowania pocisków manewrujących BGM-109 Tomahawk oraz ponaddźwiękowych samolotów bojowych. Służy do szkolenia wojsk obrony przeciwlotniczej oraz systemów uzbrojenia przenoszonych przez samoloty myśliwskie.
Produkcja seryjna została podjęta przez zakłady Strieła z Orenburga. W skład systemu wchodzi UAV Dań, system kontroli lotu oraz sprzęt obsługi naziemnej. Stanowisko kontroli lotu daje możliwość sterowania lotem jednego lub grupy dronów. Podczas przelotu zbierane są informacje telemetryczne oraz dotyczące skuteczności środków obrony powietrznej. Dron jest wystrzeliwany z wyrzutni naziemnej z wykorzystaniem ładunku prochowego. Podczas przelotu może wykonywać wznoszenie, lot poziomy, nurkowy, nurkowanie z przejściem do wznoszenia, lot na niskiej wysokości oraz lot manewrowy. Istnieje możliwość zamontowania w nim zakłócaczy systemów namierzających oraz systemów mierzących skuteczność obrony przeciwlotniczej. Po wykonaniu zadania ląduje za pomocą systemu spadochronowego PSA-16925-82 opracowanego przez moskiewski Naukowy Instytut Inżynierii Spadochronowej.
W 2020 r. w obwodzie astrachańskim oblatano zmodyfikowaną wersję maszyny noszącą oznaczenie Dań M (ros. «Дань» М). Zastosowano w niej silnik MGTD-125E o wadze 22 kg zapewniający ciąg rzędu 125 kG. Pozwoliło to konstrukcji na osiągnięcie pułapu 2000 m i prędkości 626 km/h. Lot testowy trwał 19 minut.